# Niepocieszony
Niepocieszony (tyt. oryginału The Unconsoled) – powieść brytyjskiego pisarza Kazuo Ishiguro, urodzonego w Japonii, napisana w 1995 r.; wydana w Polsce w 1996 r.

## Zarys fabuły
Powieść rozgrywa się w ciągu trzech dni. Ryder, znany pianista, przyjeżdża do Europy Środkowej, aby dać koncert. Bohater jest uwikłany w sieć obietnic, których nie może zrealizować. Starając się wypełnić swoje zobowiązania przed koncertem wpada we frustrację, której nie może kontrolować.